# Eisenbahnunfall von Breitenau
Zum Eisenbahnunfall von Breitenau kam es am 23. Mai 1995 auf der Bahnstrecke Dresden–Werdau, als zwei  Reisezüge mit einem liegengebliebenen Bagger unweit der Ortschaft Breitenau kollidierten.

## Rahmenbedingungen
Am Unfall beteiligt waren ein Zug der Linie RB30 von Zwickau Hbf nach Dresden Hbf und der InterRegio 2064 von Dresden Hbf nach Oberstdorf.

## Unfallhergang
Der Bagger war an Arbeiten an der Signalanlage beteiligt und beim Überfahren eines Bahnüberganges aus ungeklärten Gründen dort liegengeblieben. Währenddessen näherten sich der Nahverkehrszug aus Zwickau sowie der Schnellzug aus Dresden. Zwei Arbeiter der Baustelle liefen dem Nahverkehrszug entgegen, um diesen zu warnen. Sie wurden dabei von dem Zug erfasst und getötet. Trotz Schnellbremsung konnte der Zug nicht mehr rechtzeitig zum Stehen gebracht werden. Der Bagger zerstörte den Führerstand und wurde zwischen die beiden Gleise geschleudert, wo er den gleichzeitig eintreffenden Schnellzug rammte. Beide Züge wurden auf mehreren Metern aufgerissen. Am Nahverkehrszug entgleisten die ersten Wagen und kamen in der Böschung zum Liegen. Ein abgerissenes Rad des Baggers erschlug einen Fahrgast des Fernverkehrszuges.

## Folgen
Neben den drei Toten wurden 15 Personen teils schwer verletzt.